# Llum LED

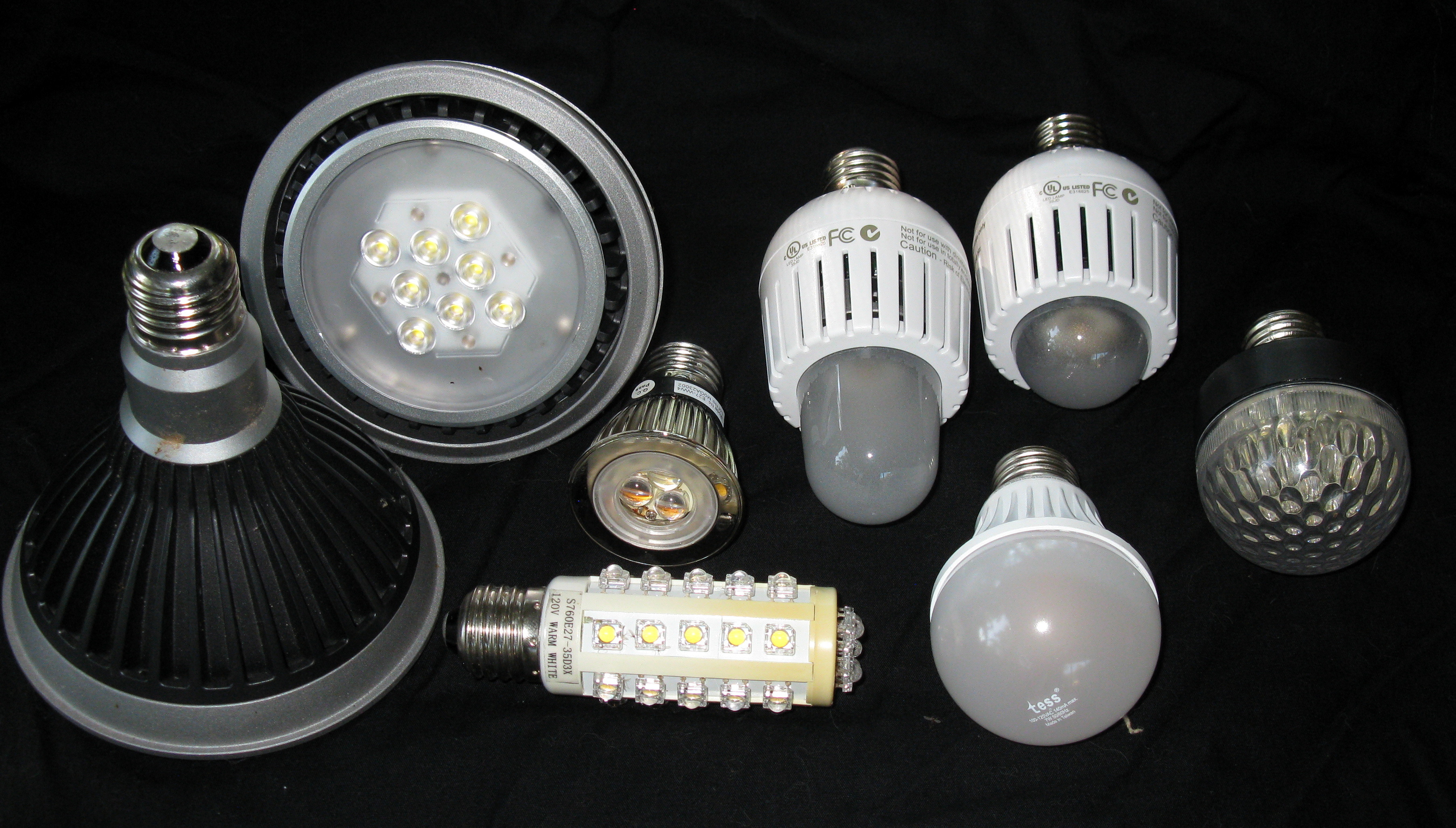
Llums LED I27 = llums incandescents

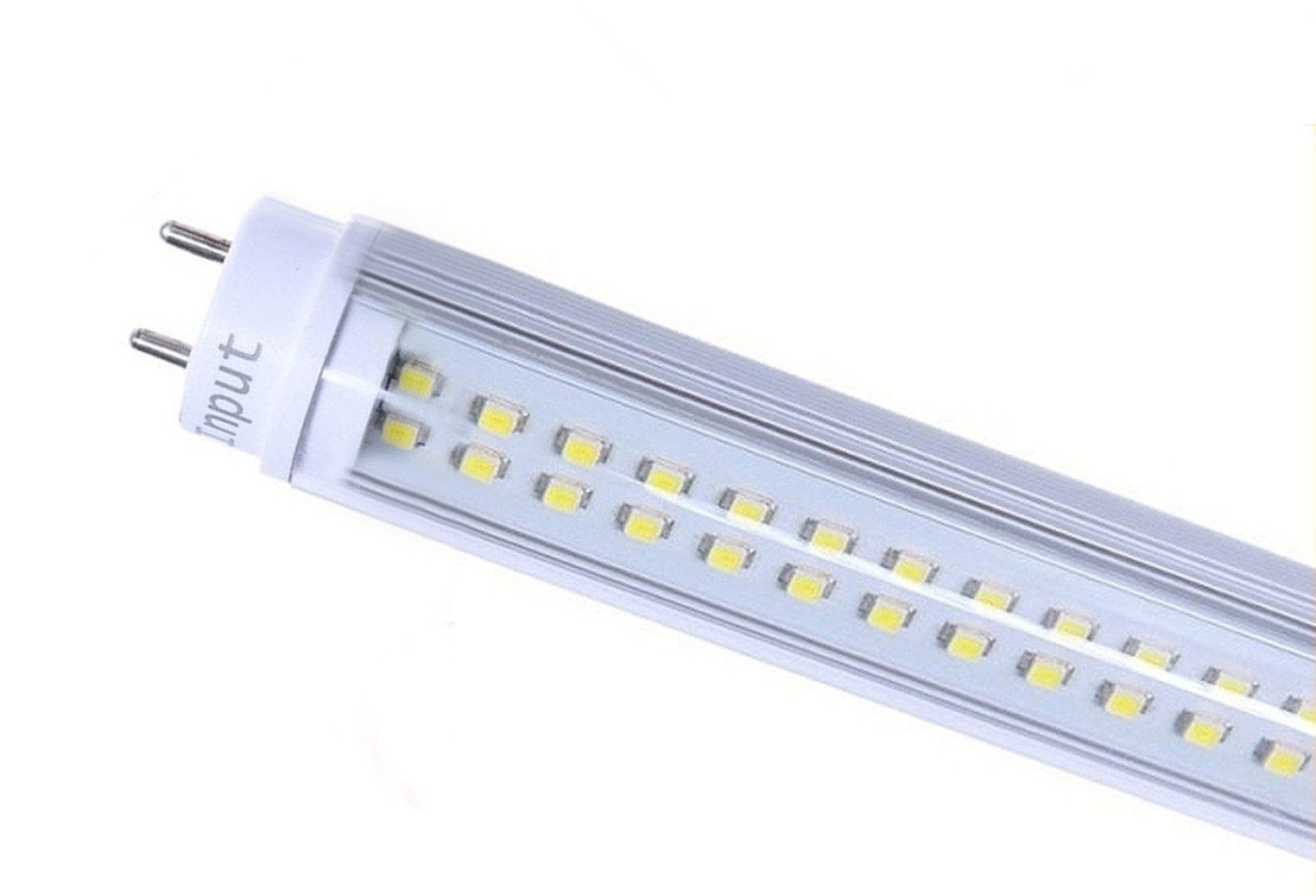
Tub LED de 17 watts = tub fluorescent de 45W

Un llum de LED és un llum d'estat sòlid que utilitza leds (Light-Emitting Diode, Díodes Emissors de Llum) com a font lluminosa. Tot i que fa anys els leds tenien poca potencia d'emissió de llum i en espectres limitats (pocs colors o nomes amplitud en Ultraviolats o Infrarrojos). Actualment la quantitat i qualitat de llum capaç d'emetre un LED es semblant a altres fonts llums existents com les incandescents o els fluorescents compactes freqüentment els llums LED estan compostos per agrupacions de leds, en major o menor nombre, segons la intensitat lluminosa desitjada.
Actualment els llums de LED es poden utilitzar per a qualsevol aplicació comercial, des de l'enllumenat decoratiu fins al de vials i jardins així com il·luminació de sistemes de fotografia, projectors de cinema, obres d'art, microscopia i d'altres àmbits, presentant certs avantatges, entre els quals destaquen el seu considerable estalvi energètic, l'arrencada instantània, la resistència als encesos i apagats continus i la seva major vida útil, però també amb certs inconvenients com el seu elevat preu, que va baixant cada dia degut a la seva alta implantació actual impulsats per les normatives d'estalvi energètic Europees, que van deixar a la practica un us residual a les làmpades d'incandescència i fluorescents compactes.
Els díodes funcionen amb energia elèctrica de corrent continu (CC), de tal manera que els llums de LED han d'incloure circuits interns per operar des del voltatge CA estàndard. Els LEDs es danyen a altes temperatures, per la qual cosa els llums de LED tenen elements de gestió de la calor, tals com dissipadors i aletes de refrigeració. Els llums de LED tenen una vida útil llarga i una gran eficiència energètica, i actualment els costos inicials són semblants que els dels llums fluorescents.

## Descripció de la tecnologia

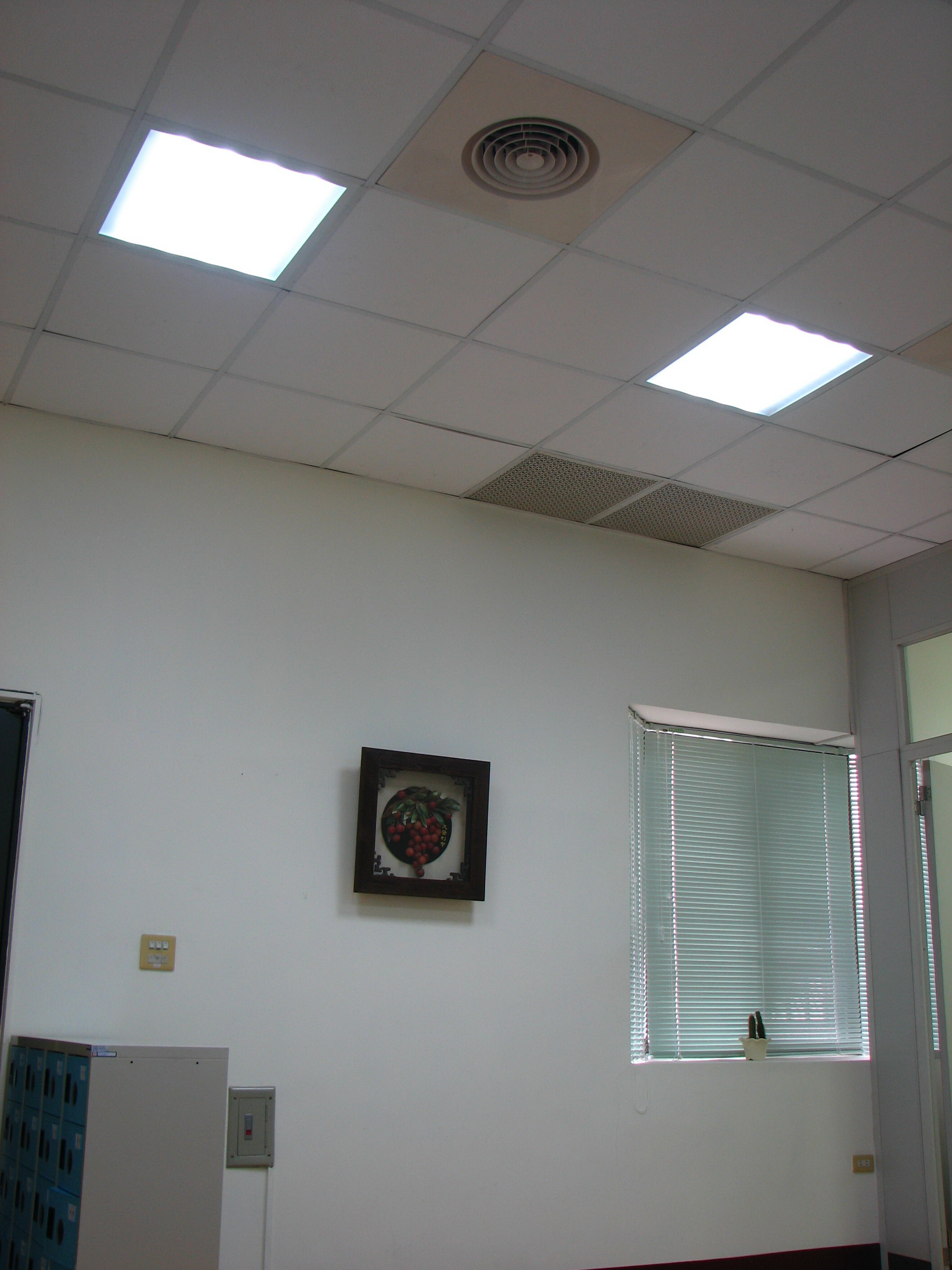
Llum de fals sostre de LED.

La il·luminació de propòsit general necessita llum blanca. Originalment els LEDs emetien llum en una banda de longituds d'ona molt estreta, fortament acolorida. El color és característic de la banda prohibida d'energia del material semiconductor usat per fabricar el LED. Per emetre llum blanca cal o bé combinar LEDs de llum vermella, verda i blava, o emprar fòsfor per convertir part de la llum al color desitjat. Actualment aquestes limitacions ja estan minimitzades, i tenim leds d'alta potencia (equivalents als sistemes incandescents, amb menor consum) i amb índex de qualitat de color (IRC - índex de reproducció cromàtica / CRI majors de 95), millorant moltes propostes anteriors.
En el primer mètode (LED RGB compost), s'usen múltiples xips de LED cadascun dels quals emet una longitud d'ona diferent sobre el mateix punt, per formar un espectre ampli de llum blanca. L'avantatge d'aquest mètode és que la intensitat de cada LED pot ser ajustada per afinar el caràcter de la llum emesa. El pitjor inconvenient és el seu alt cost de producció.
El segon mètode, llum de LED convertida mitjançant fòsfor (pcLED), utilitza un LED de curta longitud d'ona (normalment blau o ultraviolada) en combinació amb el fòsfor, que absorbeix una porció de la llum blava i emet un espectre més ampli de llum blanca (el mecanisme és similar al funcionament d'una làmpada fluorescent que emet llum blanca amb un sistema d'il·luminació UV fòsfor. El millor avantatge aquí és el baix cost de producció, alt IRC (índex de reproducció cromàtica), mentre el desavantatge és la incapacitat de canviar dinàmicament el caràcter de la llum i el fet que la conversió de fòsfor redueix l'eficiència del dispositiu. El baix cost i l'acompliment adequat el converteix en la tecnologia més utilitzada per a la il·luminació general avui en dia.
Un sol LED és un dispositiu d'estat sòlid de baixa tensió (voltatge) i no pot funcionar directament en un corrent altern estàndard sense cap mena de circuit per controlar el voltatge aplicat i el flux de corrent a través del llum. Una sèrie de díodes i resistors (resistències) podrien ser usades per controlar la polaritat del voltatge i limitar el corrent, però això és ineficient, ja que la majoria de la tensió aplicada es malgasta en forma de calor a la resistència. Una cadena única de LED en sèrie podrien minimitzar la pèrdua de la caiguda de tensió, però la falla d'un sol LED podria extingir tota la cadena. L'ús de cadenes en paral·lel redundants incrementa la fiabilitat, usant-comunament tres cadenes o més. Poden ser útils per a la il·luminació de la llar o en espais de treball, un nombre de LED han de ser col·locats junts en un llum per combinar els seus efectes d'il·luminació. Això és perquè cada LED emet només una fracció de la llum de les fonts de llum tradicionals. Quan es fa servir el mètode de la barreja de colors, pot ser difícil d'aconseguir una distribució de color uniforme, mentre que l'adaptació de LED blancs no és crítica per a l'equilibri de color. A més, la degradació de LED diferents en diversos moments en un llum de colors combinats pot produir una sortida de color uniforme. Els llums de LED usualment consisteixen en grups de LED amb una placa amb components electrònics, un dissipador i una òptica.

## Tecnologia LED utilitzada en TV
La gamma de televisors LED com ara la tecnologia LED dels televisors Samsung s'està consolidant un nou sistema de retro-il·luminació cada vegada més accentuat en tots els mercats mundials. Amb aquesta nova tecnologia es fa possible dissenyar dispositius de televisió de gamma alta sense que impliqui un cost excessiu per al consumidor. Altres plasmes LED són capaços de mantenir la retro-il·luminació des de darrere i no des del lateral, però l'enriqueixen amb l'anomenat "local dimming", que permet enfosquir punts de la pantalla perquè aquests al seu torn ressaltin els que estan sent il·luminats. A causa d'això, aquest tipus d'il·luminació ens ofereix un millor contrast de les imatges que es mostren a la televisió, amb especial millora en com es mostren de profunds dels negres, així com uns gruixos de pantalla més reduïts, suprimint l'espai necessari on usualment s'empraven els llums fluorescents que solien produir un gruix voluminós a la part del darrere dels televisors.

### Tecnologia LED emprada en pantalles gegants
La tecnologia LED té una gran acollida en el camp de la publicitat ja que per l'avanç tecnològic que presenta, com és el seu consum de baixa energia fent que els constructors no només s'enfoquin en televisors LED sinó també en pantalles gegants que aquestes poden ser col·locades en bancs, estadis, en avingudes amb alt flux de persones ja que compten amb un programari que permet canviar els missatges que són emesos. Mitjançant els OLEDs també es poden crear grans o petits cartells de publicitat, així com fonts de llum per il·luminar espais generals. La tecnologia Oled, ja permet deixar la retroiluminació de la pantalla de banda, degut a la seva bona intensitat i qualitat de llum millorant així el rendiment energètic de la pantalla.

#### Avantatges i desavantatges dels LEDS
Els principals avantatges i desavantatges que ens presenta la tecnologia LED són les següents:

#### Avantatges
· Mida reduïda a uns pocs mil·límetres cúbics
· Reduït consum d'energia generalment en l'ordre de 100mW
· Llarga vida útil fins a 100.000 hores de vida útil comparada amb 8000 hores de vida útil d'una bona llum incandescent.
· Amb la tecnologia LED es produeix una menor dissipació de calor.
· Sense radiació U.V

#### Desavantatges
· La principal desavantatge és el seu preu, actualment els LEDs són mes cars amb relació a el preu per lumen, tot i que la distancia es va escurçant cada dia.
· La vida útil dels díodes LED depèn en gran part de la temperatura ambiental o de treball, ja que es mes sensible a la sobre temperatura i per això són més presents els dissipadors tèrmics i sistemes de circulació d'aire amb ventiladors).
· Els LEDs han de ser subministrats amb mes voltatge requerit i menys del corrent necessària.

## nPola LED
El 5 de juliol de 2012 Seoul Semiconductors va presentar l'nPola LED - 5 vegades més brillant que el LED estàndard. El nou LED aconsegueix 500 lumen/w contra els 100 lumen/w obtinguts fins a aquell moment. Un avançament molt important que permet substituir amb avantatge les CFL. Per a la producció d'un llum LED que reemplaça a una bombeta de 60 W per a la llar, en general s'utilitzaven uns 10-20 LED antics. Per donar una idea, la mateixa intensitat lumínica a partir de l'nPola LED es podrà aconseguir amb només un o dos LEDs nPola.

## Equivalents per a les diferents tecnologies d'il·luminació
| Flux lluminós "mínim" (lumen) | Consum d'energia elèctrica (Watt) | Consum d'energia elèctrica (Watt) | Consum d'energia elèctrica (Watt) |
| Flux lluminós "mínim" (lumen) | Incandescent                      | CFL                               | LED                               |
| ----------------------------- | --------------------------------- | --------------------------------- | --------------------------------- |
| 450                           | 40                                | 9–13                              | 4-9                               |
| 800                           | 60                                | 13–15                             | 10-12                             |
| 1,100                         | 75                                | 18–25                             | 12-16                             |
| 1,600                         | 100                               | 23–30                             | 15-25                             |
| 2,600                         | 150                               | 30–52                             | 25-44                             |

Consum d'energia per als diferents tipus de llums i els diferents fluxos de llum de sortida. Els punts més baixos de la gràfica corresponen a un menor consum d'energia

El quilowatt-hora és la unitat utilitzada per a mesurar el consum d'energia elèctrica en la majoria dels països (entre ells Espanya). Segons el mètode unitat sense dimensions, la fórmula per al càlcul del cost de l'energia és:
{\displaystyle \left(m\,\mathrm {W} \right)\times \left(n\,\mathrm {h} \right)\times \left({\frac {k\;EU\!R}{1000\,\mathrm {W} \cdot \mathrm {h} }}\right)=x\;EU\!R}
Suposant un cost de l'electricitat de 0,09 € per cada quilowatt-hora.
| INCANDESCENT | {\displaystyle (75\,\mathrm {W} )\times (8.000\,\mathrm {h} )\times \left({\frac {0,09\;EU\!R}{1000\,\mathrm {W} \cdot \mathrm {h} }}\right)=54\;EU\!R}                         |
| CFL          | {\displaystyle \left(20\,\mathrm {W} \right)\times \left(8.000\,\mathrm {h} \right)\times \left({\frac {0,09\;EU\!R}{1000\,\mathrm {W} \cdot \mathrm {h} }}\right)=14,4\;EU\!R} |
| LED          | {\displaystyle \left(10\,\mathrm {W} \right)\times \left(8.000\,\mathrm {h} \right)\times \left({\frac {0,09\;EU\!R}{1000\,\mathrm {W} \cdot \mathrm {h} }}\right)=7,2\;EU\!R}  |

## Comparació de cost amb altres tecnologies d'il·luminació
| Comparació de Costos (en USD)                                                | Comparació de Costos (en USD) | Comparació de Costos (en USD) | Comparació de Costos (en USD) | Comparació de Costos (en USD) | Comparació de Costos (en USD) | Comparació de Costos (en USD) |
| ---------------------------------------------------------------------------- | ----------------------------- | ----------------------------- | ----------------------------- | ----------------------------- | ----------------------------- | ----------------------------- |
| Incandescent                                                                 | Halogen                       | Fluorescent                   | LED (Genèric)                 | LED (Philips)                 | LED (Philips L-Prize)         |                               |
| Preu de compra                                                               | $ 2                           | $ 4                           | $ 4                           | $ 20                          | $ 25                          | $ 50                          |
| Electricitat d'ús                                                            | 60 W                          | 42 W                          | 13 W                          | 9 W                           | 12,5 W                        | 10 W                          |
| Lumen                                                                        | 660                           | 570                           | 660                           | 900                           | 800                           | 940                           |
| Lumen/Watt                                                                   | 11                            | 13,6                          | 50,8                          | 100                           | 64                            | 94                            |
| Temperatura de color (ºKelvin)                                               | 2700                          | 3100                          | 2700                          | 3000                          | 2700                          | 2700                          |
| IRC                                                                          | 100                           | 100                           | 82                            | > 75                          | 85                            | 92                            |
| Durada (hores)                                                               | 2000                          | 3500                          | 8000                          | 25000                         | 25000                         | 30000                         |
| Cost del llum - més de 10 anys - 6hores/dia                                  | $ 21,90                       | $ 25,03                       | $ 10,95                       | $ 17,52                       | $ 21,90                       | $ 36,50                       |
| Cost de l'energia - més de 10 anys - 15cents/kWhr                            | $ 197,10                      | $ 137,97                      | $ 42,71                       | $ 29,57                       | $ 41,06                       | $ 32,85                       |
| Total                                                                        | $ 219,00                      | $ 163,00                      | $ 53,66                       | $ 47,09                       | $ 62,96                       | $ 69,35                       |
| Comparació basada en 6 hores d'ús per dia (21.900 hores al llarg de 10 anys) |                               |                               |                               |                               |                               |                               |

## Galeria
- Llum LED amb rosca E27, intercanviable amb els llums incandescents
- Llum LED amb rosca E14, substitut d'un llum halogen, amb una font capacitiva
- Vista superior d'un llum Philips 12,5 W LED, intercanviable amb un llum incandescent de 60 watts
- Focus LED amb 60 díodes individuals per endollar directament a la xarxa elèctrica
- Tubs de LED de diferents llargàries, intercanviables amb els llums fluorescents